# Wolgan River

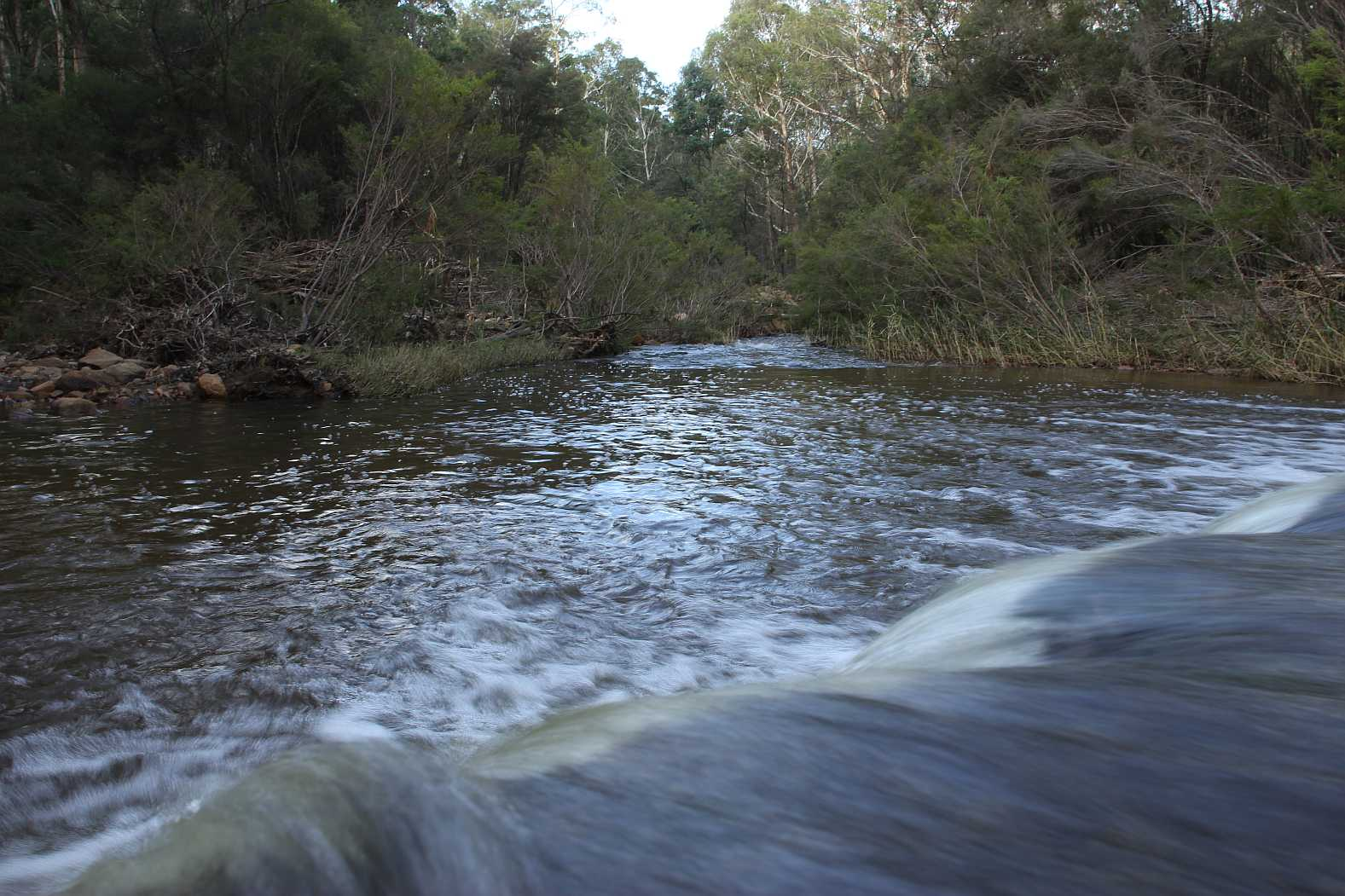
Wolgan River (2013)

Der Wolgan River ist ein Fluss im Osten des australischen Bundesstaates New South Wales.

## Verlauf
Er entsteht aus dem Wolgan River West Branch und dem Wolgan River East Branch im Gardens-of-Stone-Nationalpark auf 558 m. Von dort aus fließt der Wolgan River nach Osten, wo er die ehemalige Bergbau-Stadt Newnes im Wollemi-Nationalpark passiert. Schließlich mündet er nach rund 40 Kilometern auf 178 m Höhe in den Capertee River, einem Quellfluss des Colo Rivers.

### Nebenflüsse
Die Nebenflüsse des Wolgan River sind der Annie Rowan Creek, der Rocky Creek und der Carne Creek.